# Sauberg (Freital)

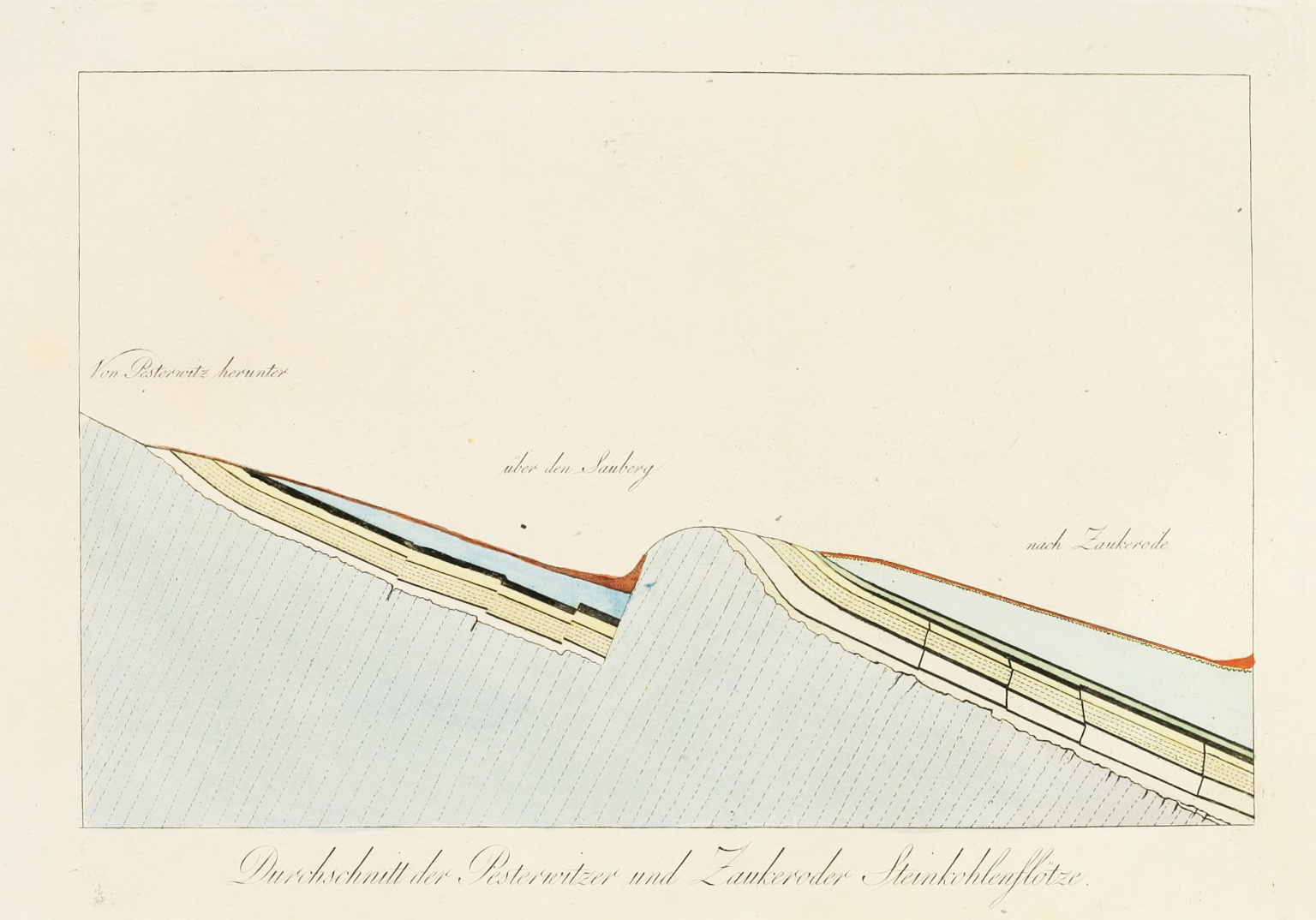
„Durchschnitt der Pesterwitzer und Zaukeroder Steinkohlenflötze“ mit dem Sauberg in der Mitte (Abbildung aus dem Jahr 1799)

Der Sauberg ist eine etwas mehr als 200 m hohe Erhebung auf dem Gebiet des Freitaler Stadtteils Potschappel.

## Geographie
Der Berg ist dort gelegen, wo sich das Freitaler Becken langsam zum Plauenschen Grund verengt. Nördlich geht er in den Burgwartsberg über. Am Fuße des Sauberges sind Wiederitz und Weißeritz gelegen, das Tal der Wiederitz bildet die südwestliche Begrenzung und das Weißeritztal die östliche Begrenzung der Erhebung. Der teils recht steile Hang nach Potschappel hinunter liegt auf Höhe der Porzellanmanufaktur dicht an der Carl-Thieme-Straße und der Bahnstrecke Dresden–Werdau. Am nordöstlichen Rand tangiert die „Burgwartstraße“ den Sauberg und führt in einem etwa 800 Meter langen Anstieg bis an die Burgwartschänke auf dem Berg.

## Geschichte

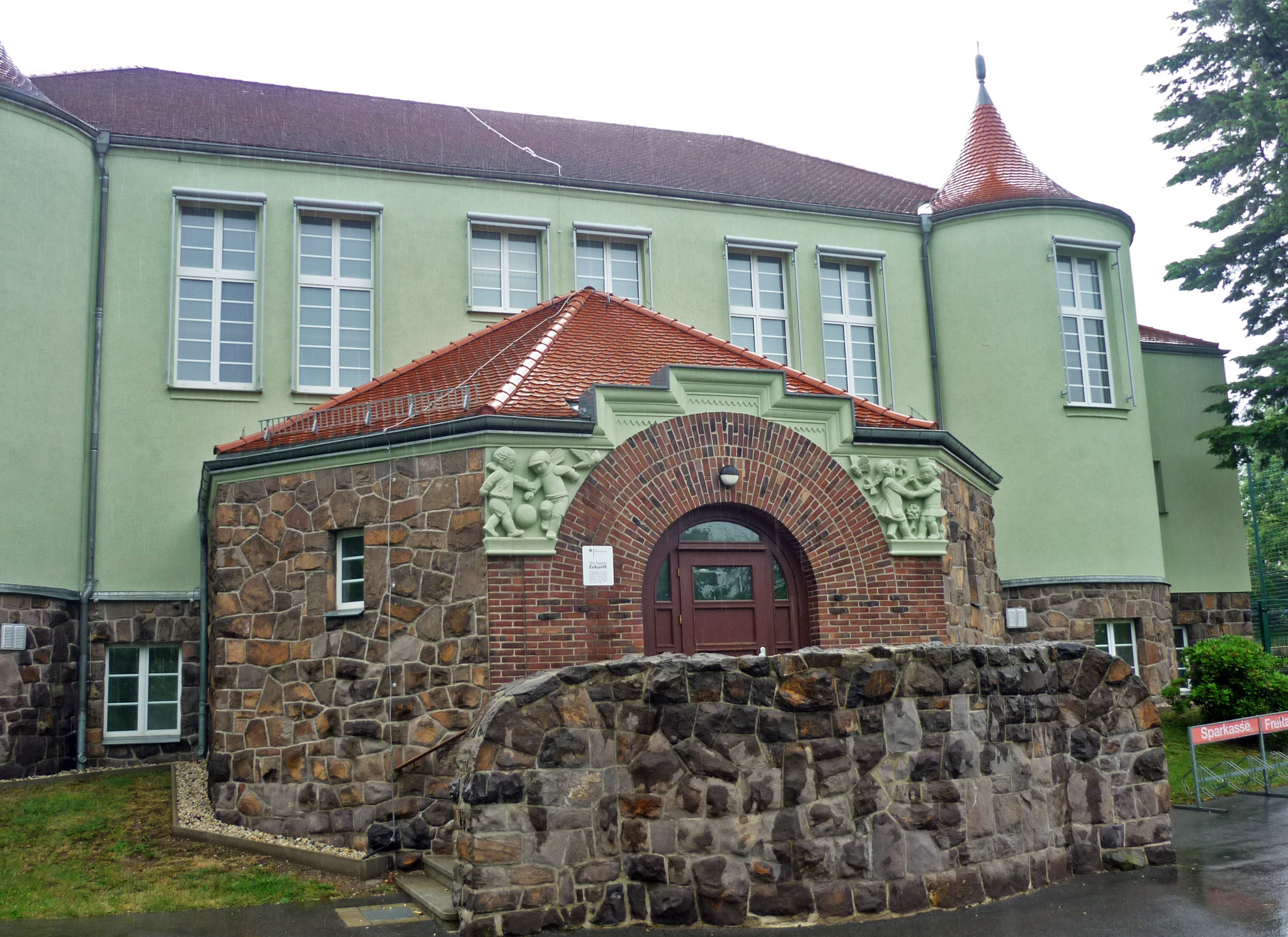
Turnhalle auf dem Sauberg

Funde aus den 1930er Jahren belegen eine frühe Nutzung des Sauberges als Begräbnisstätte. Bei der späteren landwirtschaftlichen Nutzung der Erhebung spielte vor allem der Anbau von Hopfen eine große Rolle. Als noch bis ins 19. Jahrhundert genutzter beiläufiger Name entwickelte sich Hopfenberg. der genaue Ursprung der Bezeichnung Sauberg ist nicht geklärt. Die Industrialisierung hinterließ auch am Sauberg Spuren, so wurde 1886 entlang der Wiederitz die Schmalspurbahn Freital-Potschappel–Nossen errichtet, die Porzellanmanufaktur eröffnete bereits 1872. An der heutigen „Wigardstraße“ entstand die Nahrungsmittelfabrik „Werner’s“.
Beginnend in Niederpesterwitz entwickelte sich der Sauberg nach und nach auch zum Bauplatz für Wohnhäuser. Die heutige Burgwartstraße wurde in den 1890er Jahren angelegt und bildete fortan den Ausgangspunkt für Bautätigkeiten im Südwesten des Bergs. Die große Wohnsiedlung zwischen Burgwartschänke und Potschappel wurde in den 1930er Jahren angelegt. Die Straßen dort tragen heute Namen berühmter Künstler und Schriftsteller, so gibt es auf dem Sauberg eine Lucas-Cranach-, Albrecht-Dürer-, Thomas-Mann- und eine Beethovenstraße.
Am Hang zu Potschappel entstand 1926 die Turnhalle Sauberg, die heute von Schülern der Gotthold-Ephraim-Lessing-Schule in Potschappel genutzt wird und unter Denkmalschutz steht.